# 托莱多体育俱乐部
托莱多体育俱乐部（西班牙語：Club Deportivo Toledo），西班牙托莱多市的一个足球俱乐部。该队现在参加西班牙皇家足協丙組聯賽。
球队的主场是能够容纳 5,500 人的跳马球场。